# Anastrophyllum conforme
Anastrophyllum conforme là một loài rêu trong họ Anastrophyllaceae. Loài này được Lindenb. & Gottsche Stephani mô tả khoa học đầu tiên năm 1893.